# Pjesma Eurovizije 2005.
Eurovizija 2005. je bila pedeseta Eurovizija. Održavala se u Palači sportova u ukrajinskom glavnom gradu Kijevu. Pobijedila je Grčka s pjesmom "My Number One", koju je pjevala Helena Paparizou i osvojila 230 bodova. Druga je bila Malta sa 192 boda.
Polufinale se održalo 19. svibnja, a finale 21. svibnja 2005. Službeni logo natjecanja bio je natpis "Eurovision" sa srcem umjesto v u kojem je ukrajinska zastava. Domaćin Eurovizije u Kijevu je bila Ukrajinska nacionalna televizija, koju su predstavljali Maria Efrosinina i Pavlo Shylko. Pobjednica Eurovizije 2004. Ruslana otvorila je natjecanje, dok su najpoznatiji Ukrajinski boksači Vitalij i Volodimir (Vladimir) Kličko otvorili televoting.
Debitanti su bili Bugarska i Moldavija, a Mađarska se vratila u natjecanje nakon odlaska 1998. godine. Libanon je skoro sudjelovao s pjesmom Quand Tout S'Enfuit, koju je trebala pjevati Aline Lahoud, ali na kraju nije nastupila. Izravno u finale se kvalificiralo najbolje plasiranih deset zemalja s Pjesme Eurovizije 2004. te Španjolska, Njemačka, Francuska i Ujedinjeno Kraljevstvo.
| Država              | Jezik                | Pjevač                    | Pjesma              | Hrvatski prijevod         |
| ------------------- | -------------------- | ------------------------- | ------------------- | ------------------------- |
| Albanija            | engleski             | Ledina Celo               | Tomorrow I Go       | Sutra odlazim             |
| Andora              | katalonski           | Marian van den Val        | La mirada interior  | Pogled iznutra            |
| Austrija            | engleski, španjolski | Global.kryner             | Y asi               | Sviđa mi se to            |
| Bjelorusija         | engleski             | Angelica Agurbash         | Love Me Tonight     | Voli me noćas             |
| Belgija             | francuski            | Nuno Resende              | Le grand soir       | Velika noć                |
| Bosna i Hercegovina | engleski             | Feminem                   | Call Me             | Zovi me                   |
| Bugarska            | engleski             | Kaffe                     | Lorraine            | Lorraine                  |
| Hrvatska            | hrvatski             | Boris Novković            | Vukovi umiru sami   |                           |
| Cipar               | engleski             | Constantinos Christoforou | Ela Ela (Come Baby) | Ela Ela (Dođi mala)       |
| Danska              | engleski             | Jakob Sveistrup           | Talking To You      | Pričam ti                 |
| Estonija            | engleski             | Suntribe                  | Let’s Get Loud      | Budimo glasni             |
| Finska              | engleski             | Geir Ronning              | Why?                | Zašto?                    |
| Grčka               | engleski             | Helena Paparizou          | My Number One       | Moj broj jedan            |
| Mađarska            | mađarski             | NOX                       | Forogy, Világ       | Pljuni, svijete           |
| Island              | engleski             | Selma                     | If I Had Your Love  | Ako sam imao tvoju ljubav |
| Irska               | engleski             | Donna i Josepf Mcgaul     | Love                | Ljubav                    |
| Izrael              | hebrejski, engleski  | Shiri Maimon              | Hasheket shenish ar | U šutnji koja ostaje      |
| Latvija             | engleski             | Walters i Kasha           | The War is Not Over | Rat nije gotov            |
| Litva               | engleski             | Laura & The Lovers        | Little By Little    | Malo pomalo               |
| Sjeverna Makedonija | engleski             | Martin Vučić              | Make My Day         | Popravi mi dan            |
| Malta               | engleski             | Chiara                    | Angel               | Anđeo                     |
| Moldavija           | moldavski            | Zdob si zdub              | Boonika bate doba   | Baka udara u bubnjeve     |
| Nizozemska          | engleski             | Glennis Grace             | My Impossible Dream | Moj nemogući san          |
| Norveška            | engleski             | Vig vam                   | In My Dreams        | U mojim snovima           |
| Poljska             | poljski              | Ivan i Delfin             | Czarna dzievczina   | Crnokosa djevojka         |
| Portugal            | portugalski          | 2B                        | Amar                | Ljubiti                   |
| Rumunjska           | engleski             | Luminiţa Anghel & Sistem  | Let Me Try          | Daj mi da probam          |
| Srbija i Crna Gora  | crnogorski jezik     | No Name                   | Zauvijek moja       |                           |
| Slovenija           | slovenski            | Omar Naber                | Stop                | Stop                      |
| Švedska             | engleski             | Martin Stenmarck          | Las Vegas           | Las Vegas                 |
| Švicarska           | engleski             | Vanilla Ninja             | Cool Vibes          | Kul vibre                 |
| Turska              | turski               | Gulseren                  | Rimi rimi ley       |                           |
| Ukrajina            | ukrajinski           | Green jolly               | Razom nas bahato    | Zajedno smo mnogo         |

### Izravni ulazak u finale
| Država                 | Jezik      | Pjevač              | Pjesma             | Hrvatski prijevod               |
| ---------------------- | ---------- | ------------------- | ------------------ | ------------------------------- |
| Francuska              | francuski  | Ortal               | Chacun pense a soi | Svatko misli za sebe            |
| Njemačka               | engleski   | Gracia Baur         | Run and Hide       | Trči i sakrij se                |
| Rusija                 | engleski   | Natalija Podolskaja | Nobody Hurt No One | Nitko neće povrijeđivati nikoga |
| Španjolska             | španjolski | Son de sol          | Brujería           | Vještice                        |
| Ujedinjeno Kraljevstvo | engleski   | Javine              | Touch My Fire      | Dotakni moju vatru              |

| Pjesma Eurovizije | Pjesma Eurovizije |
| --- | ----------------- |
| |                   |
| 01956. • 1957. • 1958. • 1959. • 1960. 1961. • 1962. • 1963. • 1964. • 1965. • 1966. • 1967. • 1968. • 1969. • 1970. 1971. • 1972. • 1973. • 1974. • 1975. • 1976. • 1977. • 1978. • 1979. • 1980. 1981. • 1982. • 1983. • 1984. • 1985. • 1986. • 1987. • 1988. • 1989. • 1990. 1991. • 1992. • 1993. • 1994. • 1995. • 1996. • 1997. • 1998. • 1999. • 2000. 2001. • 2002. • 2003. • 2004. • 2005. • 2006. • 2007. • 2008. • 2009. • 2010. 2011. • 2012. • 2013. • 2014. • 2015. • 2016. • 2017. • 2018. • 2019. • 2020. 2021. • 2022. • 2023. • 2024. • 2025. |                   |

| Pjesma Eurovizije | Pjesma Eurovizije |
| --- | ----------------- |
| |                   |
| 01956. • 1957. • 1958. • 1959. • 1960. 1961. • 1962. • 1963. • 1964. • 1965. • 1966. • 1967. • 1968. • 1969. • 1970. 1971. • 1972. • 1973. • 1974. • 1975. • 1976. • 1977. • 1978. • 1979. • 1980. 1981. • 1982. • 1983. • 1984. • 1985. • 1986. • 1987. • 1988. • 1989. • 1990. 1991. • 1992. • 1993. • 1994. • 1995. • 1996. • 1997. • 1998. • 1999. • 2000. 2001. • 2002. • 2003. • 2004. • 2005. • 2006. • 2007. • 2008. • 2009. • 2010. 2011. • 2012. • 2013. • 2014. • 2015. • 2016. • 2017. • 2018. • 2019. • 2020. 2021. • 2022. • 2023. • 2024. • 2025. |                   |